# 正信寺 (文京区)
正信寺（しょうしんじ）は、東京都文京区にある浄土宗の寺院。

## 歴史
1615年（元和元年）、伊達政宗の家臣下田大膳正の開基である。元々は増上寺の寺内に位置していたが、崇源院三回忌法要後に麻布龍土町（現・東京都港区六本木）に移転した。
1945年（昭和20年）の空襲で、建物は全焼してしまった。戦後の1955年（昭和30年）に本堂等を再建したが、1998年（平成10年）に現在地に移転した。

## 説教強盗に説教
1928年（昭和3年）、当時六本木にあった当寺に「説教強盗」の異名を持つ怪盗妻木松吉が押し入った。しかし当寺住職に逆に説教され叩き出されたことが新聞記事になり話題となった。

## 寺宝等
- 阿弥陀如来像（本尊）
- 法然上人立像
- 善導大師立像

## 交通アクセス
- 茗荷谷駅より徒歩4分（経路案内）。